# Luim (Gemeinde Steinerkirchen)
Luim ist ein Ort im Traunviertel Oberösterreichs, und gehört zur Gemeinde Steinerkirchen an der Traun im Bezirk Wels-Land.

## Geographie
Die Rotte befindet sich etwa 12 Kilometer südlich von Wels, je etwa wenige Kilometer zwischen Steinerkirchen, Eberstalzell und Sattledt. Sie liegt im Traun-Enns-Riedelland, auf um die 415 m ü. A. Höhe auf dem Riedel zwischen Fischlhamer Bach westlich (bei Steinerkirchen und Eberstalzell), und Aiterbach östlich (der bei Wels mündet).
Der Ort umfasst nur 3 Adressen, weitere 3 bilden die Ortslage Oberluim südlich.
Nachbarorte
| Atzmannsdorf                    | Gundersdorf                                 |                                               |
|                                 | Kompassrose, die auf Nachbargemeinden zeigt | Oberaustall (Gem. Steinerkirchen u. Sattledt) |
| Watzelsdorf (Gem. Eberstalzell) |                                             | Albersdorf (Gem. Eberstalzell)                |

## Geschichte und Sehenswürdigkeiten
Im 18. Jahrhundert findet sich der Ort als Unter- und Oberloiben, später dann auch Luiben.
Der Name könnte zu mittelhochdeutsch loibe, louba n. ‚Laub, Wald‘ stehen.
Oberloiben wird im 19. Jahrhundert auch als Strasser bzw. Straßer geführt.
Die je zwei landestypischen Vierkanter der beiden Ortslagen (Gundersdorf 8 und 9 respektive 6 und 7 in Oberloiben) stehen heute noch wie schon vor 250 Jahren.
Zum Hof Gundersdorf 8, Hieslmair vulgo Mair z´Luim, gehört eine Hofkapelle. Sie ist ein kleines, einsaaliges Häuschen, und wurde etwa um 1857 erbaut, und 1984 renoviert. Die originale Marienstatue ist nicht ausgestellt, das Ölbild zeigt die 13. Station des Kreuzwegs, die Beweinung Christi.